# Carretera a Masaya
La Carretera a Masaya, oficialmente designada como la NIC-4A, es una importante autopista interurbana de Managua, Nicaragua, que conecta el centro y sureste de la capital con el departamento de Masaya. Es una de las vías más modernas y transitadas del país, y parte fundamental del eje de la Carretera Panamericana en Nicaragua.

## Trazado
El trazado oficial de la Carretera a Masaya inicia en la Rotonda Jean Paul Genie, donde se conecta con el Paseo Naciones Unidas y la Pista Suburbana España, en el sector de Villa Fontana. Desde allí, avanza en dirección sureste, intersectando con la Pista Jean Paul Genie y atravesando barrios de clase media y alta como Colonia Centroamérica, Puntaldía y Reparto San Juan.
En su trayecto, la carretera pasa por importantes zonas comerciales, entre ellas el centro comercial Galerías Santo Domingo, varios hoteles y bancos, y finaliza su recorrido urbano en la intersección con la Rotonda Ticuantepe, antes de ingresar al tramo rural que continúa hacia la ciudad de Masaya, donde se une con la NIC-4B.

## Conexión metropolitana
La carretera también sirve como vía de conexión entre la capital y la Carretera Managua–Granada, así como con otras autopistas importantes como la Pista Suburbana España, la Pista de la Solidaridad y futuras extensiones hacia la Pista Juan Pablo II.

## Confusión en la denominación
Históricamente, el nombre "Carretera a Masaya" designaba toda la vía desde el extremo sur de la Loma de Tiscapa, sin embargo, con el paso del tiempo y los cambios administrativos promovidos por la Alcaldía de Managua, el tramo urbano pasó a llamarse Paseo Naciones Unidas en la zona de Los Robles y Reparto San Juan. Este cambio ha generado confusión en la población y en plataformas como Google Maps, donde se sobreponen ambas denominaciones.

## Proyectos relacionados
La Carretera a Masaya está vinculada a proyectos viales importantes como el Paso a desnivel Jean Paul Genie, inaugurado en 2019, y forma parte de las rutas metropolitanas conectadas a la Pista Jean Paul Genie y el Bulevar de los Mártires de Don Bosco.